# Карстен Келлер
Карстен Келлер (нім. Carsten Keller, 8 вересня 1939) — німецький хокеїст на траві.
Олімпійський чемпіон 1972 року.